# Mebisa
Mebisa (Dzongkha: མེ་སྦི་ས་, früher: Chukha, Chhukha) ist ein Ort und Sitz der Distriktsverwaltung im Distrikt (dzongkhag) Chukha (ཆུ་ཁ་རྫོང་ཁག་་) in Bhutan. 2005 hatte der Ort 2855 Einwohner.

## Lage
Mebisa liegt im Südwesten von Bhutan am Fluss Wang Chu mit dem Ort Tsimalakha im Nordwesten. Eine bedeutende Straße kommt von Phuentsholing im Süden und führt zur Hauptstadt Thimphu im Norden.
Eine wichtige Einrichtung im Ort ist das Elektrizitätswerk Chhukha Hydropower Plant.
Oberhalb des Ortes liegt die Festung Chhukha Dzong.

## Kultur
Im Osten des Ortes liegt die Stupa Chhorten und in der Nähe des Flusses befindet sich die Wangchu H S School.